# 花園南 (大阪市)
花園南（はなぞのみなみ）は、大阪府大阪市西成区にある町名。現行行政地名は花園南一丁目および花園南二丁目。

## 地理
西成区の北東部に位置し、東に天下茶屋、西は北から南に向かって梅南と松と橘、南に岸里、北に花園北と接している。

## 歴史
1973年（昭和48年）実施の町名で、もと花園町の南部、梅南通・松通・橘通・桜通・柳通のそれぞれ国道26号以東、南神合町の南海本線以西に該当する。

## 世帯数と人口
2019年（令和元年）9月30日現在の世帯数と人口は以下の通りである。
| 丁目         | 世帯数    | 人口    |
| ------------ | --------- | ------- |
| 花園南一丁目 | 721世帯   | 994人   |
| 花園南二丁目 | 770世帯   | 1,225人 |
| 計           | 1,491世帯 | 2,219人 |

### 人口の変遷
国勢調査による人口の推移。
| 1995年（平成7年）  | 2,390人 | [ 5 ] |  |
| 2000年（平成12年） | 2,346人 | [ 6 ] |  |
| 2005年（平成17年） | 2,381人 | [ 7 ] |  |
| 2010年（平成22年） | 2,349人 | [ 8 ] |  |
| 2015年（平成27年） | 2,335人 | [ 9 ] |  |

### 世帯数の変遷
国勢調査による世帯数の推移。
| 1995年（平成7年）  | 1,161世帯 | [ 5 ] |  |
| 2000年（平成12年） | 1,196世帯 | [ 6 ] |  |
| 2005年（平成17年） | 1,300世帯 | [ 7 ] |  |
| 2010年（平成22年） | 1,284世帯 | [ 8 ] |  |
| 2015年（平成27年） | 1,353世帯 | [ 9 ] |  |

## 学区
市立小・中学校に通う場合、学区は以下の通りとなる。なお、小学校・中学校入学時に学校選択制度を導入しており、通学区域以外に西成区にある以下の通学区域に隣接する校区にある小学校、西成区内にある中学校から選択することも可能。
| 丁目         | 番 | 小学校               | 中学校                 |
| ------------ | --- | -------------------- | ---------------------- |
| 花園南一丁目 | 1～6番 ７番1～5号・21号（一部） 7番22～27号、8番1～5号 8番20号（一部）・21～28号 9番1～5号・6号（一部） 9番23号（一部）・24～33号 10番1～5号・21～30号 | 大阪市立新今宮小学校 | 大阪市立今宮中学校     |
| 花園南一丁目 | 7番7～20号・21号（一部） 8番7～19号・20号（一部） 9番6号（一部）・7～22号 9番23号（一部）、10番8～19号 11～13番                                        | 大阪市立橘小学校     | 大阪市立天下茶屋中学校 |
| 花園南二丁目 | 全域 | 大阪市立橘小学校     | 大阪市立天下茶屋中学校 |

## 事業所
2016年（平成28年）現在の経済センサス調査による事業所数と従業員数は以下の通りである。
| 丁目         | 事業所数  | 従業員数 |
| ------------ | --------- | -------- |
| 花園南一丁目 | 153事業所 | 1,728人  |
| 花園南二丁目 | 46事業所  | 292人    |
| 計           | 199事業所 | 2,020人  |

## 交通
- 国道26号

## 施設

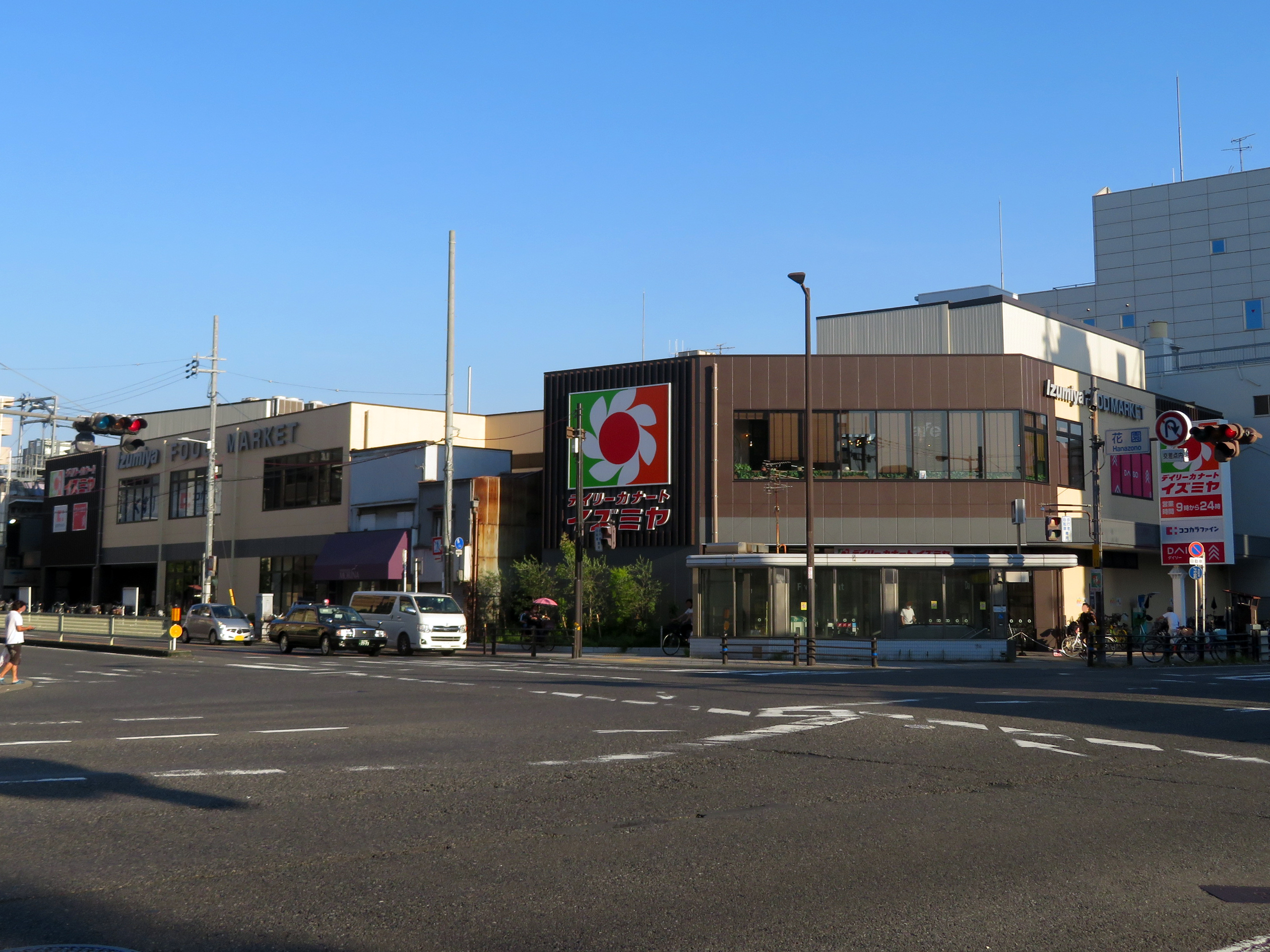
デイリーカナートイズミヤ 花園店

- 西成花園南郵便局
- 関西みらい銀行 天下茶屋支店
- 大阪信用金庫 花園支店
- 大阪シティ信用金庫 萩之茶屋支店
- イズミヤ 本社
- デイリーカナートイズミヤ 花園店

## その他

### 日本郵便
- 〒557-0015[3]（集配局：西成郵便局[13]）